# شب (فیلم، ۱۹۹۲)
شب (عربی: الليل) یک فیلم به کارگردانی محمد ملص است که در سال ۱۹۹۲ منتشر شد. این فیلم در مورد ستیز عرب‌ها و اسرائیل است.